# Мертова, Надежда
Надежда Мертова (чеш. Naděžda Mertova, девичья фамилия Лингартова 15 ноября 1946, Чехословакия) — чехословацкая ориентировщица, призёр чемпионата мира по спортивному ориентированию в эстафете.
Участница первого чемпионата мира 1966 года.
На домашнем чемпионате мира в 1972 году составе эстафетной команды (Надежда Мертова, Рената Влахова и Анна Гандзлова) завоевала бронзовую медаль.
Высшее достижение на индивитуальной дистанции — 10 место на чемпионате мира 1972 года, проходившем в Чехословакии.

## Результаты
Результаты выступлений на международной арене.
| Чемп.   | Место проведения    | Дисциплина | Место    |
| ------- | ------------------- | ---------- | -------- |
| ЧМ 1966 | Финляндия, Фискари  | классика   | 17 место |
| ЧМ 1966 | Финляндия, Фискари  | эстафета   | 6 место  |
| ЧМ 1968 | Швеция, Линчёпинг   | классика   | 19 место |
| ЧМ 1968 | Швеция, Линчёпинг   | эстафета   | 6 место  |
| ЧМ 1970 | ГДР, Эйзенах        | классика   | 12 место |
| ЧМ 1970 | ГДР, Эйзенах        | эстафета   | 5 место  |
| ЧМ 1972 | Чехословакия, Йичин | классика   | 10 место |
| ЧМ 1972 | Чехословакия, Йичин | эстафета   | 3 место  |